# Akdamar Adası
Akdamar o Akdamar Adası és una illa de la part sud del llac Van a la Regió d'Anatòlia Oriental de Turquia.

## Història
Fou fortificada per Teodor Reixtuní, Ishkhan del districte de Reixtunik a Baspracània, vers el 640, per protegir-se davant de la invasió àrab.
El 928 s'hi va establir el patriarca Joan V (Joan el Catolicós) que hi va morir el 931. Els següents patriarques Esteve Reixtuní (931-932), Teodor Reixtuní (932-938) i Elishe Reixtuní (938-943) van residir a Akdamar.